# Împăratul Chongzhen
Împăratul erei Chongzhen (chineză simplificată: 崇祯; chineză tradițională: 崇禎; pinyin: Chóngzhēn; scris vechi: Ch'ung-cheng), (n. 6 februarie 1611, Beijing, Dinastia Ming – d. 25 aprilie 1644, Parcul Jingshan, Beijing, Dinastia Ming) a fost al 16-lea și ultimul împărat al dinastiei Ming în China. A domnit din 1627 până în 1644, sub era care înseamnă "onorabil și de bun augur".

## Familie
- Împărăteasa Xiaojielie, din clanul Zhou (10 Mai 1611 – 24 Aprilie 1644)
  - Zhou Cilang, Prințul Mostenitor Xianmin (26 Februarie 1629 – 1644) , primul fiu
  - Zhu Cixuan, Prinț Huaiyin,  (d. 15 Ianuatie 1630) al doilea fiu
  - Prințesa Kuanyi (1630 – 24 Aprilie1644), prima fiica
  - Zhu Meicou, Printesa Changping  (2 Mai 1630 – 26 Septembrie 1647) , a doua fiica
    - s-a casatorit cu Zhou Xian in 1644

  - Zhu Cijiong, Prinț Ding'an  (b. 1632), al treilea fiu
  - Prințesa Zhaoren (1639 – 24 Aprilie 1644), a treia fiica
- Nobila Consoartă Imperiala Gongshu, din clan Tian
  - Zhu Cizhao, Prințul Tongdao ( b. 1632), al patrulea fiu
  - Zhu Cihuan, Prințul Daoling (1633–1637),, al cincilea fiu
  - Zhu Cican, Prințul Daohui (1637 – 5 Mai 1639), al saselea fiu
  - Prințul Daoling, al saptelea fiu
- Nobila Consoarta, din clanul Yuan
  - A patra fiica
- Nobila consoarta imperială Shun, din clanul Wang
- Necunoscut:
  - A cincea fiica
  - A sasea fiica

## Biografie
Născut Zhu Youjian, Chongzhen a fost al cincilea fiu al împăratului Taichang și Liu Shunu, o concubină de rang inferior. Când avea patru ani, mama lui a fost ucisă de împărat din motive rămase necunoscute. Zhu Youjian a fost adoptat inițial de consoarta Kang; câțiva ani mai târziu a fost transferat consoartei Zhuang, după ce consoarta Kang a născut o altă prințesă și l-a adoptat pe Zhu Youxiao (mai târziu împăratul Tianqi).
Toți fiii împăratului Taichang au murit de tineri cu excepția fiul cel mare Tianqi și a lui Chongzhen. Chongzhen a crescut într-un mediu singuratic și relativ liniștit. Temându-se de puternicul eunuc Wei Zhongxian, Chongzhen a evitat să meargă la Curte sub pretextul bolilor, până când a fost chemat de împăratul Tianqi în 1627. În acel timp Tianqi era grav bolnav și voia ca Chongzhen să se bazeze pe  Wei Zhongxian în viitor.
Chongzhen i-a succedat fratelui său la tron la vârsta de 17 ani. Succesiunea lui, în ciuda manevrelor lui Wei Zhongxian de a-și menține dominația la Curte, a fost ajutată de împărăteasa Zang. Imediat după ce a preluat puterea, Chongzhen l-a eliminat pe eunucul Wei Zhongxian și pe Madame Ke, care deveniseră de facto conducători ai imperiului.
Chongzhen a încercat să conducă el însuși și a făcut tot ce a putut să salveze Dinastia Ming. Totuși, anii de corupție internă și o visterie goală au dus la imposibilitatea de a găsi miniștri capabili să ocupe posturile guvernamentale importante. De asemenea, Chongzhen avea tendința de a fi suspicios față de puținii subordonați calificați pe care îi avea, executând pe celebrul general Yuan Chonghuan, care a fost aproape singurul care a menținut frontiera de nord împotriva manchu în 1630. 
O mică Era Înghețată din secolul al XVII-lea care a cauzat o secetă pe scară largă, foamete, revoltele agricultorilor din întreaga Chină, toate acestea au dus la o cădere accelerată a Dinastiei Ming în timpul domniei împăratului Chongzhen. Printre revoltele populare cea mai semnificativă a fost cea condusă de Li Zicheng. Aceasta nu a putut fi înfrântă de către armatele Ming deja greu confrunte cu amenințarea Manchu în partea de nord.
La începutul anului 1644, situația împăratului a devenit nefavorabilă, însă el a refuzat sfatul de a-și muta curtea sau de-și trimite prințul moștenitor în sud. În aprilie 1644, Li se pregătea să captureze capitala Beijing.
Decât să facă față capturării, umilirii și a unei probabile execuții din mâinile recent proclamatei dinastiei Qing, Chongzhen aranjat o sărbătoare și a chemat toți membri ai familiei imperiale cu excepția fiilor săi. Plângând și strigând "De ce a trebuit să te naști în familia mea?" (汝何故生我家！), el i-a ucis pe toți cu sabia. Toți au murit cu excepția celei de-a doua fiice, prințesa Chang Ping în vârstă de 16 ani, care a rămas fără brațul stâng încercând să se opună sabiei tatălui ei.
Încă purtând haina imperială, Chongzhen a fugit în parcul Jingshan în spatele palatului și s-a sinucis prin spânzurare.